# Карл-Маркс-Штрассе (станция метро)
«Карл-Маркс-Штрассе» (нем. Karl-Marx-Straße) — станция Берлинского метрополитена, расположенная на линии U7 между станциями «Ратхаус Нойкёльн» (нем. Rathaus Neukölln) и «Нойкёльн» (нем. Neukölln).

## История
Станция открыта 11 апреля 1926 года в составе участка «Зюдштерн» — «Карл-Маркс-Штрассе» под названием Бергштрассе (нем. Bergstraße). Своё современное название получила 4 июня 1946 года. После обострения отношений Западного Берлина с ГДР появился проект переименования улицы и, соответственно, станции в «Хемницер Штрассе» (нем. Chemnitzer Straße), однако он так и не был реализован. В 1967 году длина платформы станции была увеличена на 30 метров.

## Архитектура и оформление

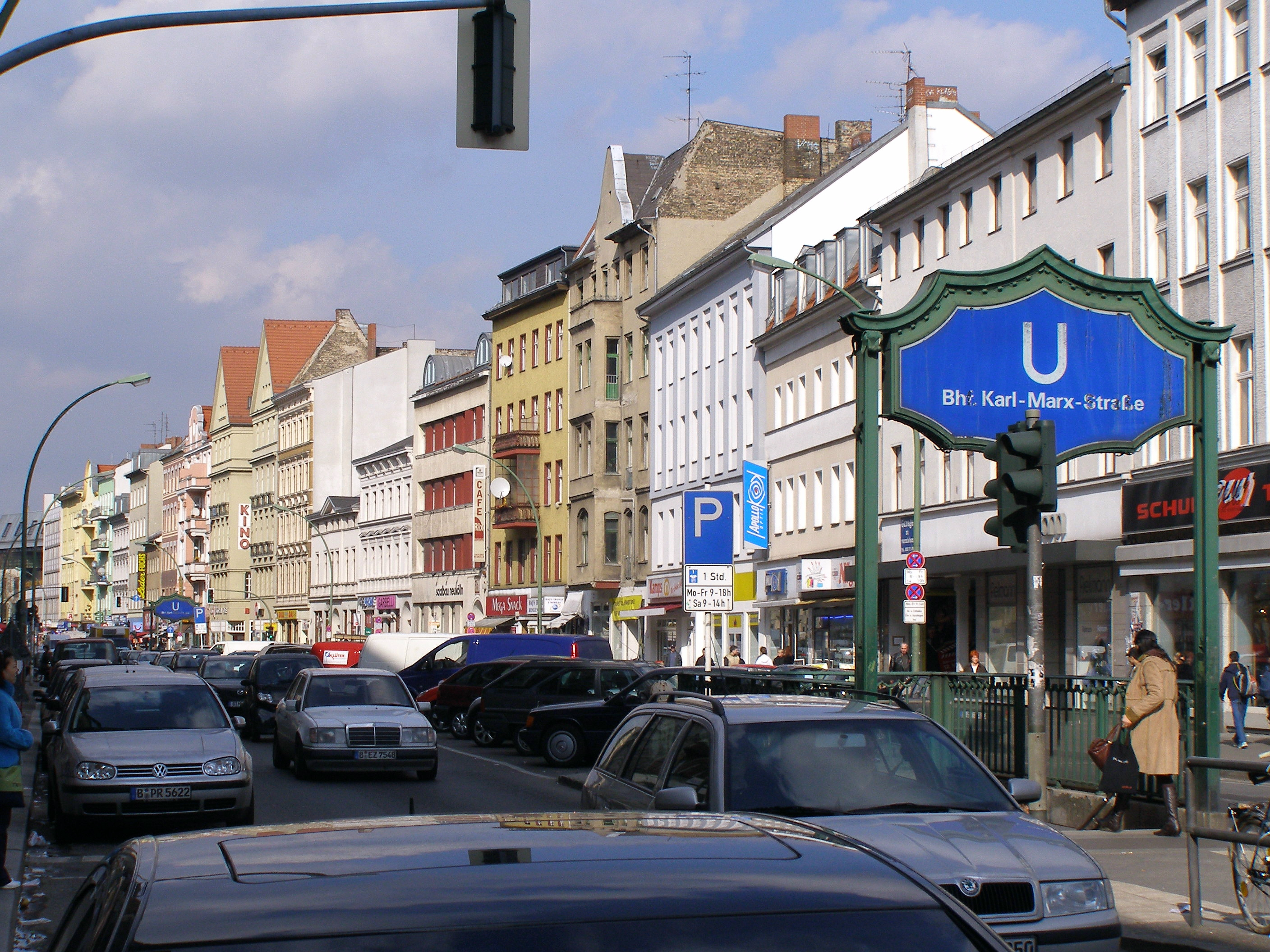
Вход на станцию

Двухпролётная колонная станция мелкого заложения, архитекторы — Альфред Гренандер и Альфред Фезе. Длина платформы — 110 метров. Путевые стены облицованы крупной жёлто-коричневой кафельной плиткой, колонны — зелёной плиткой. По аналогичному проекту ранее были построены станции «Зюдштерн» и «Ратхаус Нойкёльн». Первоначальная отделка до нашего времени не сохранилась.